# Calosota cryphali
Calosota cryphali is een vliesvleugelig insect uit de familie Eupelmidae. De wetenschappelijke naam is voor het eerst geldig gepubliceerd in 1996 door Yang.